# Хелфер, Эрвин
Эрвин Хелфер (англ. Erwin Helfer); 20 января 1936, Чикаго, Иллинойс, США  — американский блюзовый и джазовый пианист, певец, композитор. Номинант Blues Music Awards в номинации «Альбом-возвращение» (2003) .

## Биография
Эрвин Хелфер родился 20 января 1936 года и рос на южной стороне Чикаго, а в 12 лет переехал в пригород Чикаго Гленко. Начал играть на пианино в возрасте пяти или шести лет, по его словам выработал свой уникальный стиль игры, потому что ему не хватало терпения и памяти, чтобы разучивать что-либо нота в ноту. В средней школе познакомился с пианистом Бобби Райтом, который в свою очередь познакомил Хелфера с записями «новоорлеанского джаза, чикагского блюза, буги-вуги и страйд-пианино». Первые настоящие шаги Хелфера в мире блюза произошли после знакомства с Уильямом Расселом — человеком, который впоследствии стал влиятельной фигурой как в мире джаза, так и в мире классической музыки. Расседл стал брать Эрвина Хелфера с собой в южную часть города, где молодой музыкант знакомился со многими видными блюз- и джаз- менами. Так он познакомился в частности с Эстель Мамой Янси, которая, после смерти мужа Джимми Янси в 1951 году, вернулась на сцену. Она пригласила ещё школьника Хелфера заместить в своём коллективе пианиста Литтл Бразера Монтгомери, и её концерт стал первым профессиональным выступлением Эрвина Хелфера .
После окончания университета Хелфер переехал в Новый Орлеан, продолжив обучение  по специальности «психология» в Тулейне. Однако Эрвин проводил большую часть своего времени на музыкальной сцене города, изучая стили игры на фортепиано местных легенд Леона «Арчибальда» Гросса и профессора Лонгхейра. Впоследствии Хелфер вернулся в Чикаго и в конечном итоге получил степень бакалавра по теории музыки в Американской консерватории музыки и затем степень магистра по преподаванию игры на фортепиано в Северо-Восточном университете Иллинойса. 
В Чикаго он стал работать вместе с Эстель Янси и они работали вместе до самой смерти певицы в 1986 году. Кроме того Хелфер был её концертным агентом, обеспечивая её выступления. В 1956 году Хелфер также предпринял неудачную попытку стать владельцем лейбла, основав Tone Records. 1960-е — 1980-е Хелфер провёл совмещая работу с Янси и с клавишником Джимми Уокером. Впервые Хелфер записался в 1961 году на альбоме Спеклед Реда The Dirty Dozens, а в 1964 году вместе с Джимми Уокером они выпустили совместный альбом Rough And Ready (Boogie Woogie For Four Hands); второй их альбом  Blues And Boogie-Woogie Piano: Duets And Solo вышел лишь в 1974 году. В 1975 году вышел первый сольный альбом пианиста Boogie Piano Chicago Style. 
С того времени пианист много выступал, так гастролировал по Европе в составе звёздного состава, куда входили легендарные чикагские гитаристы Эдди Тейлор и Хоумсик Джеймс. Он регулярно записывался, как сам, так и как сайдмен. Его игру можно услышать на альбомах Санниленд Слима, Джонни Уокера, Луизианы Реда, Биг Джо Уильямса, Чака Баррелхауза. В 1980-х Хелфер основал группу вместе с Билли Бранчем и гитаристом Питом Кроуфордом . С конца 1980-х и все 1990-е своих работ не записывал, и вернувшись в 2001 году с альбомом I'm Not Hungry But I Like To Eat - Blues, записанный при участии тенор-саксофониста Джона Брумбаха, в 2003 году был номинирован на  Blues Music Awards в номинации «Альбом-возвращение». 
Регулярно даёт концерты в Hungry Brain, популярном джазовом заведении на северо-западной стороне Чикаго со своей группой Chicago Boogie Emsemble. В качестве преподавателя он проводил семинары в Американской консерватории музыки, а также вел семестровый курс по блюзовому фортепиано в Колумбийском колледже Чикаго. Автор книги «Blues Piano and How To Play It»  .
Пожизненный лауреат премии Чикагского института джаза . Часть улицы Норт-Магнолия-авеню в Чикаго названа именем пианиста  
DownBeat: «На сцене Хелфер — общительный и самобытный артист. Он переосмысливает классические произведения, такие как „Sweet Substitute“ Джелли Ролл Мортона и „After Hours“ Эвери Пэрриша. Он заряжает энергией такие хиты, как „Swanee River“, заряжая их бодрой интерпретацией или погружаясь в такие знаковые номера, как „Pinetop’s Boogie“. Он добавляет к своим работам остроумные шутки и собственные композиции, такие как „Daydreaming“, которые пронизывают блюзовые формы влиянием, которое он впитал у Иоганна Себастьяна Баха, Белы Бартока и Телониуса Монка, а также Джимми Янси и Отиса Спэнна» .
«…его манера игры на клавиатуре, лаконичная фразировка, само ощущение его музыки связывают этого белого консерватора блюза и старых джазовых стилей с афроамериканскими мастерами фортепиано, давно ушедшими. Немногие играют так же, как Хелфер, с такой ненавязчивой убедительностью» .
«У Эрвина есть мастерство, чувство и драйв мастеров, но он также продвигает «классическую» блюзовую фортепианную музыку в совершенно новом направлении. Его музыка изящна, энергична и порой прекрасно диссонансна. Классическое музыкальное образование Эрвина позволяет ему слышать и интерпретировать простой, ударный блюзовый и буги-фортепианный стиль, как никому другому» .

## Дискография
| Год  | Название                                                 | Лейбл              |
| ---- | -------------------------------------------------------- | ------------------ |
| 1964 | Rough And Ready (Boogie Woogie For Four Hands)           | Testament Records  |
| 1974 | Blues, Boogie Woogie Piano Duets & Solos                 | Flying Fish        |
| 1976 | Boogie Piano Chicago Style                               | Big Bear           |
| 1979 | On the Sunny Side of The Street                          | Flying Fish        |
| 1987 | Chicago Piano                                            | Red Beans          |
| 2001 | I'm Not Hungry But I Like To Eat - Blues                 | The Sirens Records |
| 2002 | Heavy Timbre - Chicago Boogie Piano                      | The Sirens Records |
| 2002 | 8 Hands on 88 Keys - Chicago Blues Piano Masters         | The Sirens Records |
| 2003 | St. James Infirmary (with Skinny Williams)               | The Sirens Records |
| 2005 | Careless Love                                            | The Sirens Records |
| 2013 | Erwin Helfer Way                                         | The Sirens Records |
| 2021 | Celebrate the Journey (with the Chicago Boogie Ensemble) | The Sirens Records |